# 小林美月
小林 美月（こばやし みつき、2005年3月16日 - ）は、日本の女子棒高跳選手。

## 経歴
令和4年度全国高等学校総合体育大会で、4m00の大会タイ記録で優勝。
2023年に日本体育大学に進学し、父であるコーチ小林文明の指導を受ける。
2023年6月のU20日本選手権で、4m00で連覇。
2025年7月の日本陸上競技選手権大会で、4m31の日本学生新記録で初優勝。

## 主な成績
- 日本陸上競技選手権大会 - 2025年優勝